# Constantin Héger
Constantin Georges Romain Héger (1 de julio de 1809 – 1896) fue un profesor belga de la era victoriana. Se le recuerda en la actualidad por su asociación con 
Emily y Charlotte Brontë durante la década de 1840.

## Inicios
Héger nació en Bruselas en 1809.  Se mudó a París en 1825 en búsqueda de un empleo. Durante un tiempo trabajó como secretario de un avoué (especie de abogado de la época), pero debido a la escasez de fondos, no pudo seguir por sí mismo una carrera en el campo de las leyes. En 1829 volvió a Bruselas, donde se convirtió en profesor de francés y matemáticas en el Athénée Royale de Bruselas. En 1830 se casó con su primera mujer, Marie-Josephine Noyer. Cuándo estalló la revolución en Bruselas en 1830, Héger luchó en las barricadas entre el 23 y el 27 de septiembre en el lado de los nacionalistas. En septiembre de 1833, la mujer de Héger falleció durante una epidemia de cólera. Su hijo Gustave murió en junio de 1834 cuando contaba solo 9 meses.
Fue nombrado profesor de lenguas, matemáticas, geografía e historia belga en la facultad de veterinaria de Bruselas, en la rue Terarken. Continuó  enseñando en el Athénée Royale cuando se mudó a la rue des Douze Apôtres en 1839. Héger conoció a Claire Zoë Parent (1804 - 1887), la directora del internado de chicas vecina en la rue Isabelle, donde empezó a enseñar. Se casaron en 1836 y tuvieron seis hijos.

## Las hermanas Brontë

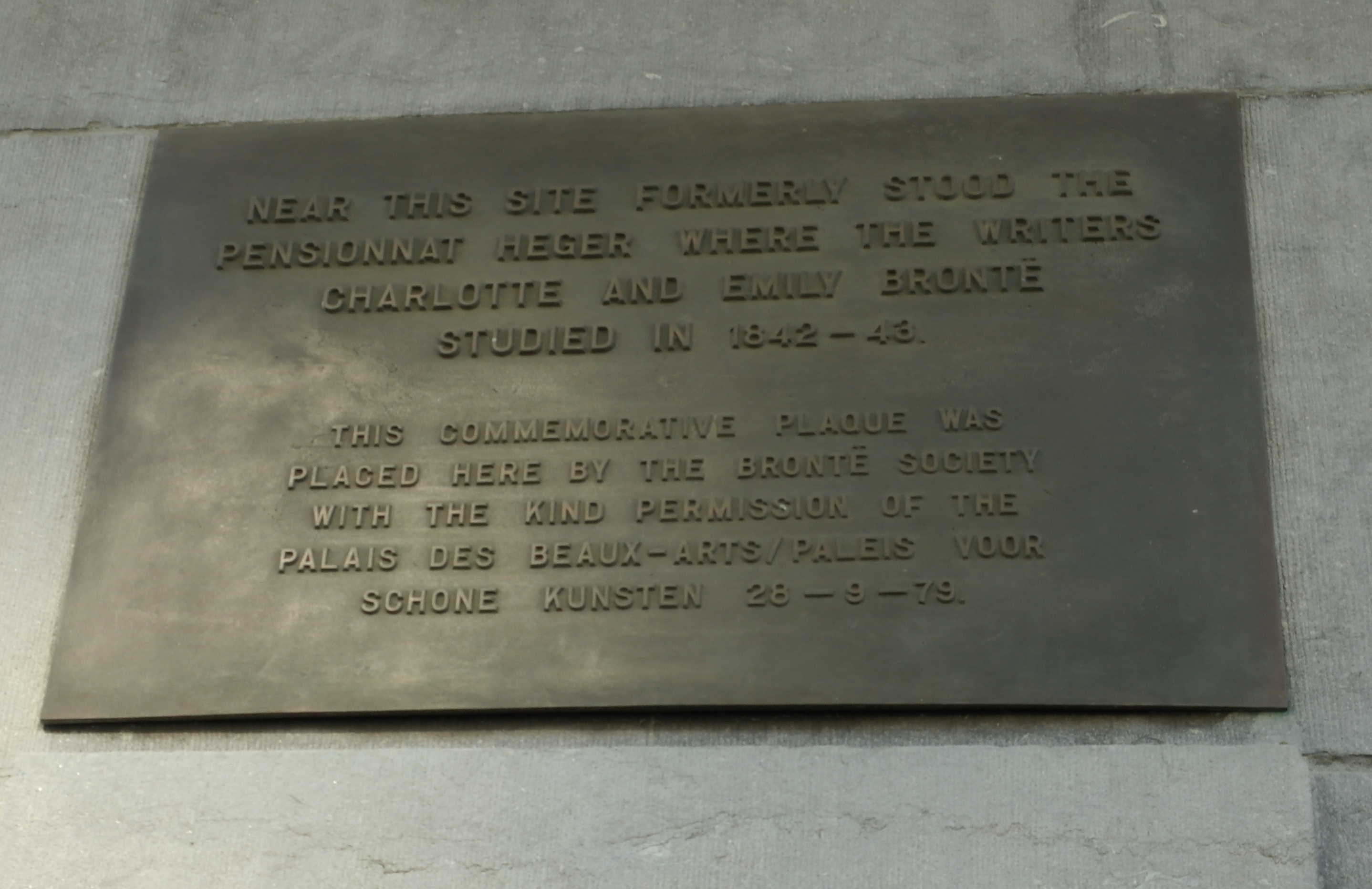
Placa en el cruce entre las calles de Isabelle y Terarken, sitio en Bruselas donde estuvo el internado gestionado por Héger y donde Emily y Charlotte Brontë vivieron y estudiaron.

En 1842 Emily y Charlotte Brontë viajaron a Bruselas para ingresar en el internado gestionado por Héger y su mujer. Su objetivo era mejorar sus habilidades en lenguas. A cambio del alojamiento y la matrícula, Charlotte enseñaba inglés y Emily enseñaba música. Su tiempo en el internado tuvo que ser acortado cuándo su tía Elizabeth Branwell, quién se había unido a la familia después de la muerte de su madre para cuidar a los niños, falleció de obstrucción interna en octubre de 1842. Charlotte fue por segunda vez, sola, a Bruselas en enero de 1843 para tomar un puesto de maestra en el internado. Su segunda estancia allí no fue feliz, se volvió solitaria, nostálgica, y profundamente ligada a Constantin Héger. Charlotte finalmente regresó a la casa parroquial de Haworth en enero de 1844 y, más tarde, usó su periodo en el internado como inspiración para partes de obras como el Profesor y Villette (Villette es una ciudad imaginaria, trasunto de Bruselas).
El alcance de los sentimientos de Charlotte Brontë por Héger no fueron aparentes hasta 1913, cuando se publicaron por primera vez sus cartas dirigidas a él. Héger primero las había mostrado a Elizabeth Gaskell cuando esta le visitó en 1856 mientras investigaba para la biografía La Vida de Charlotte Brontë, pero ocultó su verdadera importancia. Estas cartas, referidas como las 'cartas Héger', habían sido rotas en algún momento por Héger, pero su mujer había recuperado las piezas de la papelera y las había cosido meticulosamente para reconstituirlas. Paul Héger, su hijo, y sus hermanas, dieron estas cartas al Museo Británico, y poco tiempo después, fueron publicadas en el diario The Times en 1913.

## Años tardíos

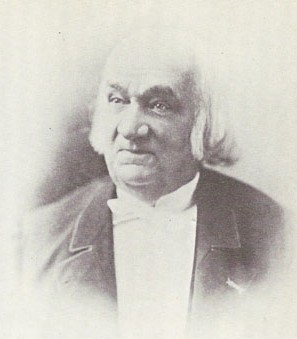
Héger en sus años tardíos

Después de que la estancia de las hermanas Brontë en el internado, Héger se convirtió en el director del Athénée Royale de Bruselas en 1853, pero dimitió de este cargo en 1855 al objetar a los métodos establecidos por los Inspectores Generales de la escuela. A petición suya, reemprendió su tarea como maestro en la clase de los más jóvenes de la escuela. Continuó a impartir lecciones en el internado de su mujer hasta que se jubiló  alrededor de 1882.
Constantin Héger murió en 1896, y fue enterrado con su mujer y su hija Marie, quién murió en 1886, en el cementerio municipal de Watermael-Boitsfort , en el borde de la Forêt de Soignes.